# 沃洛吉斯三世
沃洛吉斯三世（？—147年），是自公元110年至公元147年的安息帝國王中之王。他是其前任安息帝國王中之王帕科羅斯二世的兒子和繼承人。
在沃洛吉斯三世治下，安息帝國爆發了內亂與戰爭。在其即位之初，他只能控制帝國東部，並且要對付佔領帝國西部的王位篡奪者奧斯羅埃斯一世。在奧斯羅埃斯一世在113年違反與羅馬帝國簽訂的《朗戴亞條約》，並指定沃洛吉斯三世的兄弟帕爾塔馬西里斯取代其另一位兄弟阿克西達瑞斯為亞美尼亞王國國王後，羅馬皇帝圖拉真攻打安息帝國，其軍隊除了佔領塞琉西亞和泰西封等城市外，更到達了遙遠的波斯湾。然而，在圖拉真在117年駕崩以後，羅馬帝國就放棄了其在安息帝國佔領的所有土地。控制未被戰亂波及的帝國東部的沃洛吉斯三世利用了奧斯羅埃斯一世所佔領的帝國西部衰落的時機收復失地，並在129年打敗了奧斯羅埃斯一世。一段短時間後，另一位爭位者米特里達梯五世出現，不過米特里達梯五世在140年被沃洛吉斯三世打敗。
在134年至136年間，沃洛吉斯三世需要面對游牧民族奄蔡人的入侵。沃洛吉斯三世在東方也試圖增加政治和軍事行動，以應對貴霜帝國的擴張。在羅馬皇帝安敦宁·毕尤治下，羅馬帝國為亞美尼亞指派新國王，並因而一度產生紛擾。然而，可能是因為沃洛吉斯三世本身不夠強大，或是因為沃洛吉斯三世不希望讓當時蓬勃發展的長途貿易出現危險並動搖安息帝國從中得到的豐厚收入，沃洛吉斯三世並沒有就此事抗議。沃洛吉斯三世的王位在147年由米特里達梯五世的兒子沃洛吉斯四世通過發動政變繼承。

## 名諱
「沃洛吉斯」一詞是安息語中的一詞的希臘文和拉丁文版本。該詞在現代波斯语作「Balāsh」，而在中古波斯语則作「Wardākhsh」或「Walākhsh」。該詞語源不明，惟斐迪南·尤斯蒂則主張該詞的原始形態為「Walagaš」，而其本身則為意解「力量」（「varəda」）和「英俊」（「gaš」，現代波斯語作「geš」）的兩詞的合成詞。

## 統治

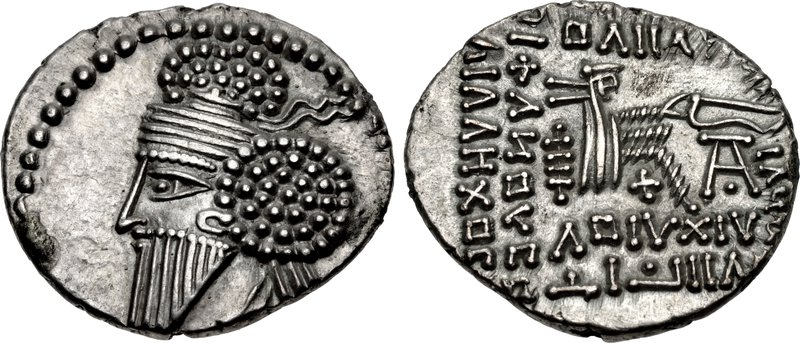
奧斯羅埃斯一世的硬幣

沃洛吉斯三世是帕科羅斯二世的兒子，在其父王在位末年與之共治。安息帝國的一位王位篡奪者奧斯羅埃斯一世在109年出現。帕科羅斯二世同年駕崩，由沃洛吉斯三世繼位，並延續其與奧斯羅埃斯一世對安息帝國王位的爭奪。奧斯羅埃斯一世其時佔有包括美索不达米亚在內的帝國西部，而沃洛吉斯三世則控制帝國東部。113年，奧斯羅埃斯一世違反與羅馬帝國簽訂的《朗戴亞條約》，並指定沃洛吉斯三世的兄弟帕爾塔馬西里斯取代其另一位兄弟阿克西達瑞斯為亞美尼亞王國國王。此事給予羅馬皇帝圖拉真攻打安息帝國的藉口，並從沃洛吉斯三世與奧斯羅埃斯一世之間的內戰中漁人得利。圖拉真在114年吞併了亞美尼亞，並使之成為羅馬帝國的行省。116年，圖拉真佔領了安息帝國的兩個首都——塞琉西亞和泰西封。圖拉真的軍隊更一度到達波斯灣，當時他強逼安息帝國在卡剌肯涅的附庸君主亞坦貝路斯七世向其朝貢。出於對安息人反抗的恐懼，圖拉真在泰西封把奧斯羅埃斯一世之子帕爾塔馬斯帕提斯扶上安息帝國王位。

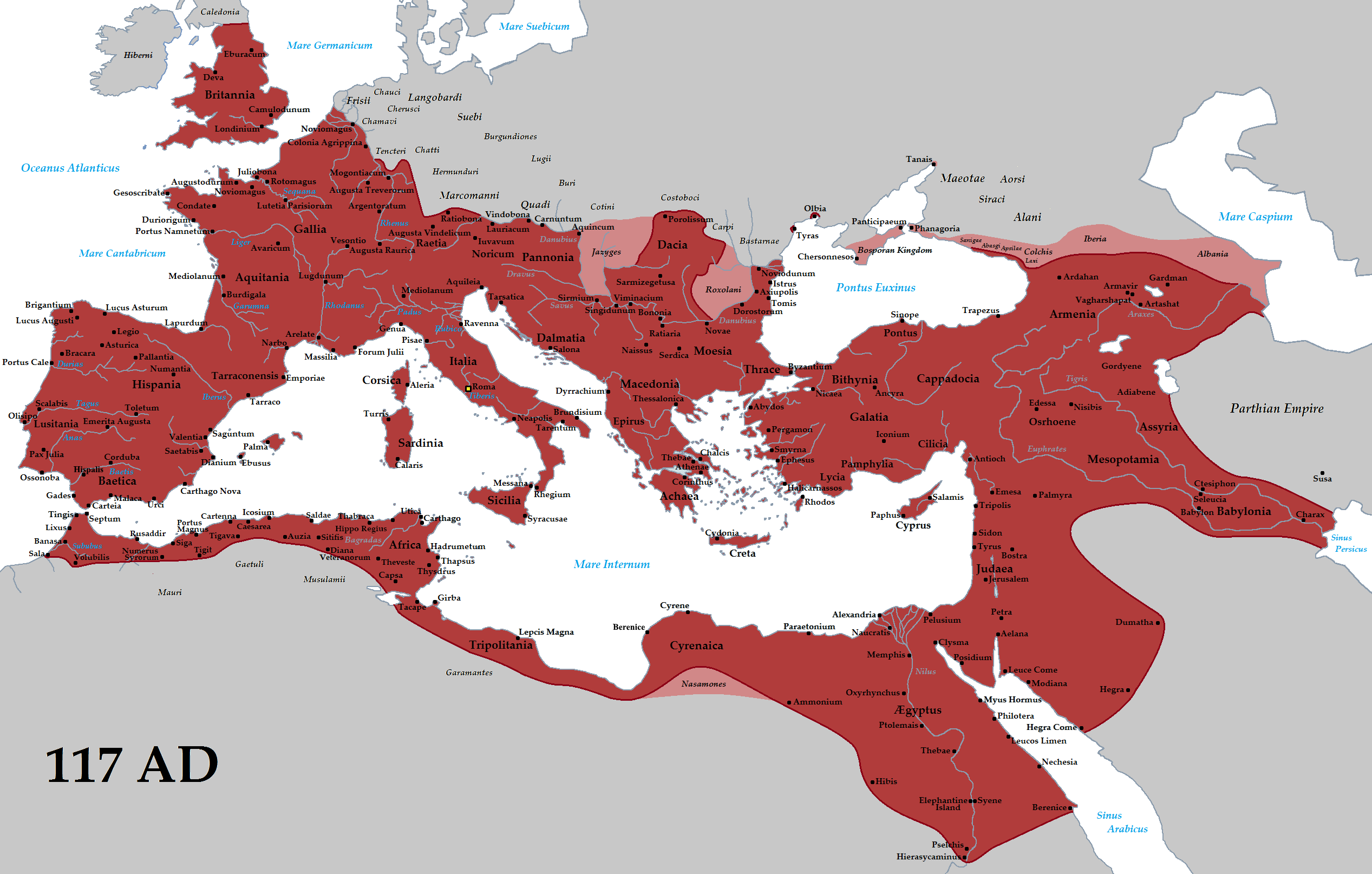
圖拉真治下的羅馬帝國的疆域

然而，這些收穫是短暫的：被羅馬帝國佔領的所有地方都發生了動亂，其中巴比倫人和猶太人把羅馬人趕出了美索不達米亞，而亞美尼亞人在薩納特魯克的領導下也為羅馬帝國造成了麻煩。在圖拉真在117年駕崩以後，帕爾塔馬斯帕提斯被廢，奧斯羅埃斯一世復位。圖拉真的繼承人哈德良放棄了圖拉真在東方所殘餘的被征服地，並重新確認《朗戴亞條約》，將安息帝國王子沃洛吉斯扶上亞美尼亞的王位。在奧斯羅埃斯一世所佔領的帝國西部衰落之際，控制未被戰亂波及的帝國東部的沃洛吉斯三世利用了這個時機收復被奧斯羅埃斯一世佔領的失地。
沃洛吉斯三世最終在129年打敗了奧斯羅埃斯一世。然而，在一段短時間後，另一位爭位者米特里達梯五世出現。沃洛吉斯三世在其他地方也遇到了挑戰：134年，高加索伊比利亞王國國王法斯曼二世使遊牧民族奄蔡人入侵安息帝國和羅馬帝國的領土。奄蔡人的侵略曾一度遠至高加索阿爾巴尼亞、米底、亞美尼亞和卡帕多细亚，不過在兩年後奄蔡人就在重重障礙和沉重的經濟代價下被擊退。沃洛吉斯三世在東方也試圖增加政治和軍事行動，以應對貴霜帝國的擴張。沃洛吉斯三世在140年打敗並廢除了米特里達梯五世。
在哈德良的繼承人安敦寧·畢尤治下，羅馬帝國為亞美尼亞指派新國王，並因而一度產生紛擾。然而，可能是因為沃洛吉斯三世本身不夠強大，或是因為沃洛吉斯三世不希望讓當時蓬勃發展的長途貿易出現危險並動搖安息帝國從中得到的豐厚收入，沃洛吉斯三世並沒有就此事抗議。沃洛吉斯三世的王位在147年由米特里達梯五世的兒子沃洛吉斯四世通過發動政變繼承。

## 鑄幣及岩石浮雕

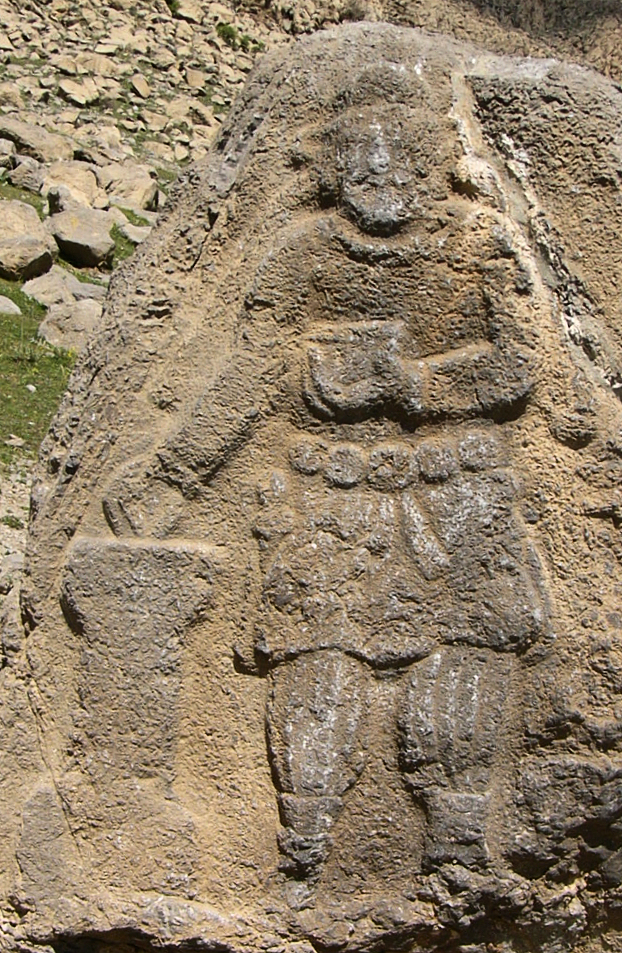
沃洛吉斯三世的岩石浮雕，位於貝希斯敦山

在帕科羅斯二世在位期間，背面鑄有堤喀女神的安息帝國硬幣變得比背面鑄有帶著弓箭的國王的硬幣更為常見，在埃克巴坦那鑄造的硬幣尤其如此，不過這種情況在沃洛吉斯三世在位期間不復再現。罕見地，在沃洛吉斯三世在位期間鑄造的硬幣的背面鑄有火廟的圖樣。在沃洛吉斯三世在位期間鑄造的硬幣的正面鑄有其頭像和與其父王相同的波斯王冕。位於貝希斯敦山的一個岩石浮雕刻有一個安息帝國君主的全身像，而該君主最有可能是沃洛吉斯三世。

## 家族
| 白色 |

| 藍色 |

| 綠色 |

| 黃色 |

| 紫色 |

| 紅色 |

|                                                      |                                                      |                                                      |                                                      |                                                      |                                                      |  |  |                                           |                                           |                                           |                                           |                                           |                                           |  |  |                                                 |                                                 |                                                 |                                                 |                                                 |                                                 |  |  | 安息帝國國王 薩納特魯斯                          |                                                  |                                                  |                                                  |                                                  |                                                  |  |  |                                |                                |                                |                                |                                |                                |                            |                            |                            |                            |                            |                            |  |  |  |  |  |  |  |  |  |  |  |  |  |  |
|                                                      |                                                      |                                                      |                                                      |                                                      |                                                      |  |  |                                           |                                           |                                           |                                           |                                           |                                           |  |  |                                                 |                                                 |                                                 |                                                 |                                                 |                                                 |  |  |                                                  |                                                  |                                                  |                                                  |                                                  |                                                  |  |  |                                |                                |                                |                                |                                |                                |                            |                            |                            |                            |                            |                            |  |  |  |  |  |  |  |  |  |  |  |  |  |  |
| 亞美尼亞 王國國王 提格兰二世                         | 亞美尼亞 王國國王 提格兰二世                         | 亞美尼亞 王國國王 提格兰二世                         | 亞美尼亞 王國國王 提格兰二世                         | 亞美尼亞 王國國王 提格兰二世                         | 亞美尼亞 王國國王 提格兰二世                         |  |  |                                           |                                           |                                           |                                           |                                           |                                           |  |  |                                                 |                                                 |                                                 |                                                 |                                                 |                                                 |  |  | 安息帝國 王中之王 弗拉特斯三世                   | 安息帝國 王中之王 弗拉特斯三世                   | 安息帝國 王中之王 弗拉特斯三世                   | 安息帝國 王中之王 弗拉特斯三世                   | 安息帝國 王中之王 弗拉特斯三世                   | 安息帝國 王中之王 弗拉特斯三世                   |  |  |                                |                                |                                |                                |                                |                                |                            |                            |                            |                            |                            |                            |  |  |  |  |  |  |  |  |  |  |  |  |  |  |
| 亞美尼亞 王國國王 提格兰二世                         | 亞美尼亞 王國國王 提格兰二世                         | 亞美尼亞 王國國王 提格兰二世                         | 亞美尼亞 王國國王 提格兰二世                         | 亞美尼亞 王國國王 提格兰二世                         | 亞美尼亞 王國國王 提格兰二世                         |  |  |                                           |                                           |                                           |                                           |                                           |                                           |  |  |                                                 |                                                 |                                                 |                                                 |                                                 |                                                 |  |  | 安息帝國 王中之王 弗拉特斯三世                   | 安息帝國 王中之王 弗拉特斯三世                   | 安息帝國 王中之王 弗拉特斯三世                   | 安息帝國 王中之王 弗拉特斯三世                   | 安息帝國 王中之王 弗拉特斯三世                   | 安息帝國 王中之王 弗拉特斯三世                   |  |  |                                |                                |                                |                                |                                |                                |                            |                            |                            |                            |                            |                            |  |  |  |  |  |  |  |  |  |  |  |  |  |  |
|                                                      |                                                      |                                                      |                                                      |                                                      |                                                      |  |  |                                           |                                           |                                           |                                           |                                           |                                           |  |  |                                                 |                                                 |                                                 |                                                 |                                                 |                                                 |  |  |                                                  |                                                  |                                                  |                                                  |                                                  |                                                  |  |  |                                |                                |                                |                                |                                |                                |                            |                            |                            |                            |                            |                            |  |  |  |  |  |  |  |  |  |  |  |  |  |  |
| 索菲尼 王國國王 亞美尼亞 王國王子 小提格蘭           | 索菲尼 王國國王 亞美尼亞 王國王子 小提格蘭           | 索菲尼 王國國王 亞美尼亞 王國王子 小提格蘭           | 索菲尼 王國國王 亞美尼亞 王國王子 小提格蘭           | 索菲尼 王國國王 亞美尼亞 王國王子 小提格蘭           | 索菲尼 王國國王 亞美尼亞 王國王子 小提格蘭           |  |  | 佚名公主                                  | 佚名公主                                  | 佚名公主                                  | 佚名公主                                  | 佚名公主                                  | 佚名公主                                  |  |  | 安息帝國 王中之王 米特里達梯 四世               | 安息帝國 王中之王 米特里達梯 四世               | 安息帝國 王中之王 米特里達梯 四世               | 安息帝國 王中之王 米特里達梯 四世               | 安息帝國 王中之王 米特里達梯 四世               | 安息帝國 王中之王 米特里達梯 四世               |  |  | 安息帝國 王中之王 奥罗德斯二世                   | 安息帝國 王中之王 奥罗德斯二世                   | 安息帝國 王中之王 奥罗德斯二世                   | 安息帝國 王中之王 奥罗德斯二世                   | 安息帝國 王中之王 奥罗德斯二世                   | 安息帝國 王中之王 奥罗德斯二世                   |  |  |                                |                                |                                |                                |                                |                                |                            |                            |                            |                            |                            |                            |  |  |  |  |  |  |  |  |  |  |  |  |  |  |
| 索菲尼 王國國王 亞美尼亞 王國王子 小提格蘭           | 索菲尼 王國國王 亞美尼亞 王國王子 小提格蘭           | 索菲尼 王國國王 亞美尼亞 王國王子 小提格蘭           | 索菲尼 王國國王 亞美尼亞 王國王子 小提格蘭           | 索菲尼 王國國王 亞美尼亞 王國王子 小提格蘭           | 索菲尼 王國國王 亞美尼亞 王國王子 小提格蘭           |  |  | 佚名公主                                  | 佚名公主                                  | 佚名公主                                  | 佚名公主                                  | 佚名公主                                  | 佚名公主                                  |  |  | 安息帝國 王中之王 米特里達梯 四世               | 安息帝國 王中之王 米特里達梯 四世               | 安息帝國 王中之王 米特里達梯 四世               | 安息帝國 王中之王 米特里達梯 四世               | 安息帝國 王中之王 米特里達梯 四世               | 安息帝國 王中之王 米特里達梯 四世               |  |  | 安息帝國 王中之王 奥罗德斯二世                   | 安息帝國 王中之王 奥罗德斯二世                   | 安息帝國 王中之王 奥罗德斯二世                   | 安息帝國 王中之王 奥罗德斯二世                   | 安息帝國 王中之王 奥罗德斯二世                   | 安息帝國 王中之王 奥罗德斯二世                   |  |  |                                |                                |                                |                                |                                |                                |                            |                            |                            |                            |                            |                            |  |  |  |  |  |  |  |  |  |  |  |  |  |  |
|                                                      |                                                      |                                                      |                                                      |                                                      |                                                      |  |  |                                           |                                           |                                           |                                           |                                           |                                           |  |  |                                                 |                                                 |                                                 |                                                 |                                                 |                                                 |  |  |                                                  |                                                  |                                                  |                                                  |                                                  |                                                  |  |  |                                |                                |                                |                                |                                |                                |                            |                            |                            |                            |                            |                            |  |  |  |  |  |  |  |  |  |  |  |  |  |  |
|                                                      |                                                      |                                                      |                                                      |                                                      |                                                      |  |  |                                           |                                           |                                           |                                           |                                           |                                           |  |  |                                                 |                                                 |                                                 |                                                 |                                                 |                                                 |  |  |                                                  |                                                  |                                                  |                                                  |                                                  |                                                  |  |  |                                |                                |                                |                                |                                |                                |                            |                            |                            |                            |                            |                            |  |  |  |  |  |  |  |  |  |  |  |  |  |  |
|                                                      |                                                      |                                                      |                                                      |                                                      |                                                      |  |  |                                           |                                           |                                           |                                           |                                           |                                           |  |  | 安息帝國王子 （共治者） 帕科羅斯一世            | 安息帝國王子 （共治者） 帕科羅斯一世            | 安息帝國王子 （共治者） 帕科羅斯一世            | 安息帝國王子 （共治者） 帕科羅斯一世            | 安息帝國王子 （共治者） 帕科羅斯一世            | 安息帝國王子 （共治者） 帕科羅斯一世            |  |  | 安息帝國 王中之王 弗拉特斯四世                   | 安息帝國 王中之王 弗拉特斯四世                   | 安息帝國 王中之王 弗拉特斯四世                   | 安息帝國 王中之王 弗拉特斯四世                   | 安息帝國 王中之王 弗拉特斯四世                   | 安息帝國 王中之王 弗拉特斯四世                   |  |  |                                |                                |                                |                                |                                |                                | 安息帝國 女王中之女王 穆薩 | 安息帝國 女王中之女王 穆薩 | 安息帝國 女王中之女王 穆薩 | 安息帝國 女王中之女王 穆薩 | 安息帝國 女王中之女王 穆薩 | 安息帝國 女王中之女王 穆薩 |  |  |  |  |  |  |  |  |  |  |  |  |  |  |
|                                                      |                                                      |                                                      |                                                      |                                                      |                                                      |  |  |                                           |                                           |                                           |                                           |                                           |                                           |  |  | 安息帝國王子 （共治者） 帕科羅斯一世            | 安息帝國王子 （共治者） 帕科羅斯一世            | 安息帝國王子 （共治者） 帕科羅斯一世            | 安息帝國王子 （共治者） 帕科羅斯一世            | 安息帝國王子 （共治者） 帕科羅斯一世            | 安息帝國王子 （共治者） 帕科羅斯一世            |  |  | 安息帝國 王中之王 弗拉特斯四世                   | 安息帝國 王中之王 弗拉特斯四世                   | 安息帝國 王中之王 弗拉特斯四世                   | 安息帝國 王中之王 弗拉特斯四世                   | 安息帝國 王中之王 弗拉特斯四世                   | 安息帝國 王中之王 弗拉特斯四世                   |  |  |                                |                                |                                |                                |                                |                                | 安息帝國 女王中之女王 穆薩 | 安息帝國 女王中之女王 穆薩 | 安息帝國 女王中之女王 穆薩 | 安息帝國 女王中之女王 穆薩 | 安息帝國 女王中之女王 穆薩 | 安息帝國 女王中之女王 穆薩 |  |  |  |  |  |  |  |  |  |  |  |  |  |  |
|                                                      |                                                      |                                                      |                                                      |                                                      |                                                      |  |  |                                           |                                           |                                           |                                           |                                           |                                           |  |  |                                                 |                                                 |                                                 |                                                 |                                                 |                                                 |  |  |                                                  |                                                  |                                                  |                                                  |                                                  |                                                  |  |  |                                |                                |                                |                                |                                |                                |                            |                            |                            |                            |                            |                            |  |  |  |  |  |  |  |  |  |  |  |  |  |  |
|                                                      |                                                      |                                                      |                                                      |                                                      |                                                      |  |  |                                           |                                           |                                           |                                           |                                           |                                           |  |  |                                                 |                                                 |                                                 |                                                 |                                                 |                                                 |  |  |                                                  |                                                  |                                                  |                                                  |                                                  |                                                  |  |  |                                |                                |                                |                                |                                |                                |                            |                            |                            |                            |                            |                            |  |  |  |  |  |  |  |  |  |  |  |  |  |  |
| 大益人王子                                           | 大益人王子                                           | 大益人王子                                           | 大益人王子                                           | 大益人王子                                           | 大益人王子                                           |  |  | 佚名公主                                  | 佚名公主                                  | 佚名公主                                  | 佚名公主                                  | 佚名公主                                  | 佚名公主                                  |  |  | 安息帝國王子 （爭位者） 弗拉特斯                | 安息帝國王子 （爭位者） 弗拉特斯                | 安息帝國王子 （爭位者） 弗拉特斯                | 安息帝國王子 （爭位者） 弗拉特斯                | 安息帝國王子 （爭位者） 弗拉特斯                | 安息帝國王子 （爭位者） 弗拉特斯                |  |  | 安息帝國 王中之王 亞美尼亞 王國國王 沃諾奈斯一世 | 安息帝國 王中之王 亞美尼亞 王國國王 沃諾奈斯一世 | 安息帝國 王中之王 亞美尼亞 王國國王 沃諾奈斯一世 | 安息帝國 王中之王 亞美尼亞 王國國王 沃諾奈斯一世 | 安息帝國 王中之王 亞美尼亞 王國國王 沃諾奈斯一世 | 安息帝國 王中之王 亞美尼亞 王國國王 沃諾奈斯一世 |  |  | 安息帝國 王中之王 弗拉特斯五世 | 安息帝國 王中之王 弗拉特斯五世 | 安息帝國 王中之王 弗拉特斯五世 | 安息帝國 王中之王 弗拉特斯五世 | 安息帝國 王中之王 弗拉特斯五世 | 安息帝國 王中之王 弗拉特斯五世 |                            |                            |                            |                            |                            |                            |  |  |  |  |  |  |  |  |  |  |  |  |  |  |
| 大益人王子                                           | 大益人王子                                           | 大益人王子                                           | 大益人王子                                           | 大益人王子                                           | 大益人王子                                           |  |  | 佚名公主                                  | 佚名公主                                  | 佚名公主                                  | 佚名公主                                  | 佚名公主                                  | 佚名公主                                  |  |  | 安息帝國王子 （爭位者） 弗拉特斯                | 安息帝國王子 （爭位者） 弗拉特斯                | 安息帝國王子 （爭位者） 弗拉特斯                | 安息帝國王子 （爭位者） 弗拉特斯                | 安息帝國王子 （爭位者） 弗拉特斯                | 安息帝國王子 （爭位者） 弗拉特斯                |  |  | 安息帝國 王中之王 亞美尼亞 王國國王 沃諾奈斯一世 | 安息帝國 王中之王 亞美尼亞 王國國王 沃諾奈斯一世 | 安息帝國 王中之王 亞美尼亞 王國國王 沃諾奈斯一世 | 安息帝國 王中之王 亞美尼亞 王國國王 沃諾奈斯一世 | 安息帝國 王中之王 亞美尼亞 王國國王 沃諾奈斯一世 | 安息帝國 王中之王 亞美尼亞 王國國王 沃諾奈斯一世 |  |  | 安息帝國 王中之王 弗拉特斯五世 | 安息帝國 王中之王 弗拉特斯五世 | 安息帝國 王中之王 弗拉特斯五世 | 安息帝國 王中之王 弗拉特斯五世 | 安息帝國 王中之王 弗拉特斯五世 | 安息帝國 王中之王 弗拉特斯五世 |                            |                            |                            |                            |                            |                            |  |  |  |  |  |  |  |  |  |  |  |  |  |  |
|                                                      |                                                      |                                                      |                                                      |                                                      |                                                      |  |  |                                           |                                           |                                           |                                           |                                           |                                           |  |  |                                                 |                                                 |                                                 |                                                 |                                                 |                                                 |  |  |                                                  |                                                  |                                                  |                                                  |                                                  |                                                  |  |  |                                |                                |                                |                                |                                |                                |                            |                            |                            |                            |                            |                            |  |  |  |  |  |  |  |  |  |  |  |  |  |  |
|                                                      |                                                      |                                                      |                                                      |                                                      |                                                      |  |  |                                           |                                           |                                           |                                           |                                           |                                           |  |  |                                                 |                                                 |                                                 |                                                 |                                                 |                                                 |  |  |                                                  |                                                  |                                                  |                                                  |                                                  |                                                  |  |  |                                |                                |                                |                                |                                |                                |                            |                            |                            |                            |                            |                            |  |  |  |  |  |  |  |  |  |  |  |  |  |  |
| 安息帝國 王中之王 阿特羅帕特尼 王國國王 阿尔达班二世 | 安息帝國 王中之王 阿特羅帕特尼 王國國王 阿尔达班二世 | 安息帝國 王中之王 阿特羅帕特尼 王國國王 阿尔达班二世 | 安息帝國 王中之王 阿特羅帕特尼 王國國王 阿尔达班二世 | 安息帝國 王中之王 阿特羅帕特尼 王國國王 阿尔达班二世 | 安息帝國 王中之王 阿特羅帕特尼 王國國王 阿尔达班二世 |  |  |                                           |                                           |                                           |                                           |                                           |                                           |  |  | 安息帝國國王 阿特羅帕特尼 王國國王 沃諾奈斯二世 | 安息帝國國王 阿特羅帕特尼 王國國王 沃諾奈斯二世 | 安息帝國國王 阿特羅帕特尼 王國國王 沃諾奈斯二世 | 安息帝國國王 阿特羅帕特尼 王國國王 沃諾奈斯二世 | 安息帝國國王 阿特羅帕特尼 王國國王 沃諾奈斯二世 | 安息帝國國王 阿特羅帕特尼 王國國王 沃諾奈斯二世 |  |  | 安息帝國 王中之王 （爭位者） 美赫爾達特斯        | 安息帝國 王中之王 （爭位者） 美赫爾達特斯        | 安息帝國 王中之王 （爭位者） 美赫爾達特斯        | 安息帝國 王中之王 （爭位者） 美赫爾達特斯        | 安息帝國 王中之王 （爭位者） 美赫爾達特斯        | 安息帝國 王中之王 （爭位者） 美赫爾達特斯        |  |  |                                |                                |                                |                                |                                |                                |                            |                            |                            |                            |                            |                            |  |  |  |  |  |  |  |  |  |  |  |  |  |  |
| 安息帝國 王中之王 阿特羅帕特尼 王國國王 阿尔达班二世 | 安息帝國 王中之王 阿特羅帕特尼 王國國王 阿尔达班二世 | 安息帝國 王中之王 阿特羅帕特尼 王國國王 阿尔达班二世 | 安息帝國 王中之王 阿特羅帕特尼 王國國王 阿尔达班二世 | 安息帝國 王中之王 阿特羅帕特尼 王國國王 阿尔达班二世 | 安息帝國 王中之王 阿特羅帕特尼 王國國王 阿尔达班二世 |  |  |                                           |                                           |                                           |                                           |                                           |                                           |  |  | 安息帝國國王 阿特羅帕特尼 王國國王 沃諾奈斯二世 | 安息帝國國王 阿特羅帕特尼 王國國王 沃諾奈斯二世 | 安息帝國國王 阿特羅帕特尼 王國國王 沃諾奈斯二世 | 安息帝國國王 阿特羅帕特尼 王國國王 沃諾奈斯二世 | 安息帝國國王 阿特羅帕特尼 王國國王 沃諾奈斯二世 | 安息帝國國王 阿特羅帕特尼 王國國王 沃諾奈斯二世 |  |  | 安息帝國 王中之王 （爭位者） 美赫爾達特斯        | 安息帝國 王中之王 （爭位者） 美赫爾達特斯        | 安息帝國 王中之王 （爭位者） 美赫爾達特斯        | 安息帝國 王中之王 （爭位者） 美赫爾達特斯        | 安息帝國 王中之王 （爭位者） 美赫爾達特斯        | 安息帝國 王中之王 （爭位者） 美赫爾達特斯        |  |  |                                |                                |                                |                                |                                |                                |                            |                            |                            |                            |                            |                            |  |  |  |  |  |  |  |  |  |  |  |  |  |  |
|                                                      |                                                      |                                                      |                                                      |                                                      |                                                      |  |  |                                           |                                           |                                           |                                           |                                           |                                           |  |  |                                                 |                                                 |                                                 |                                                 |                                                 |                                                 |  |  |                                                  |                                                  |                                                  |                                                  |                                                  |                                                  |  |  |                                |                                |                                |                                |                                |                                |                            |                            |                            |                            |                            |                            |  |  |  |  |  |  |  |  |  |  |  |  |  |  |
| 安息帝國 王中之王 瓦尔丹一世                         | 安息帝國 王中之王 瓦尔丹一世                         | 安息帝國 王中之王 瓦尔丹一世                         | 安息帝國 王中之王 瓦尔丹一世                         | 安息帝國 王中之王 瓦尔丹一世                         | 安息帝國 王中之王 瓦尔丹一世                         |  |  | 安息帝國 王中之王 戈塔爾澤斯 二世         | 安息帝國 王中之王 戈塔爾澤斯 二世         | 安息帝國 王中之王 戈塔爾澤斯 二世         | 安息帝國 王中之王 戈塔爾澤斯 二世         | 安息帝國 王中之王 戈塔爾澤斯 二世         | 安息帝國 王中之王 戈塔爾澤斯 二世         |  |  | 安息帝國 王中之王 沃洛吉斯一世                  | 安息帝國 王中之王 沃洛吉斯一世                  | 安息帝國 王中之王 沃洛吉斯一世                  | 安息帝國 王中之王 沃洛吉斯一世                  | 安息帝國 王中之王 沃洛吉斯一世                  | 安息帝國 王中之王 沃洛吉斯一世                  |  |  | 阿特羅帕特尼 王國國王 帕科羅斯                   | 阿特羅帕特尼 王國國王 帕科羅斯                   | 阿特羅帕特尼 王國國王 帕科羅斯                   | 阿特羅帕特尼 王國國王 帕科羅斯                   | 阿特羅帕特尼 王國國王 帕科羅斯                   | 阿特羅帕特尼 王國國王 帕科羅斯                   |  |  | 亞美尼亞 王國國王 梯里達底一世 | 亞美尼亞 王國國王 梯里達底一世 | 亞美尼亞 王國國王 梯里達底一世 | 亞美尼亞 王國國王 梯里達底一世 | 亞美尼亞 王國國王 梯里達底一世 | 亞美尼亞 王國國王 梯里達底一世 |                            |                            |                            |                            |                            |                            |  |  |  |  |  |  |  |  |  |  |  |  |  |  |
| 安息帝國 王中之王 瓦尔丹一世                         | 安息帝國 王中之王 瓦尔丹一世                         | 安息帝國 王中之王 瓦尔丹一世                         | 安息帝國 王中之王 瓦尔丹一世                         | 安息帝國 王中之王 瓦尔丹一世                         | 安息帝國 王中之王 瓦尔丹一世                         |  |  | 安息帝國 王中之王 戈塔爾澤斯 二世         | 安息帝國 王中之王 戈塔爾澤斯 二世         | 安息帝國 王中之王 戈塔爾澤斯 二世         | 安息帝國 王中之王 戈塔爾澤斯 二世         | 安息帝國 王中之王 戈塔爾澤斯 二世         | 安息帝國 王中之王 戈塔爾澤斯 二世         |  |  | 安息帝國 王中之王 沃洛吉斯一世                  | 安息帝國 王中之王 沃洛吉斯一世                  | 安息帝國 王中之王 沃洛吉斯一世                  | 安息帝國 王中之王 沃洛吉斯一世                  | 安息帝國 王中之王 沃洛吉斯一世                  | 安息帝國 王中之王 沃洛吉斯一世                  |  |  | 阿特羅帕特尼 王國國王 帕科羅斯                   | 阿特羅帕特尼 王國國王 帕科羅斯                   | 阿特羅帕特尼 王國國王 帕科羅斯                   | 阿特羅帕特尼 王國國王 帕科羅斯                   | 阿特羅帕特尼 王國國王 帕科羅斯                   | 阿特羅帕特尼 王國國王 帕科羅斯                   |  |  | 亞美尼亞 王國國王 梯里達底一世 | 亞美尼亞 王國國王 梯里達底一世 | 亞美尼亞 王國國王 梯里達底一世 | 亞美尼亞 王國國王 梯里達底一世 | 亞美尼亞 王國國王 梯里達底一世 | 亞美尼亞 王國國王 梯里達底一世 |                            |                            |                            |                            |                            |                            |  |  |  |  |  |  |  |  |  |  |  |  |  |  |
|                                                      |                                                      |                                                      |                                                      |                                                      |                                                      |  |  |                                           |                                           |                                           |                                           |                                           |                                           |  |  |                                                 |                                                 |                                                 |                                                 |                                                 |                                                 |  |  |                                                  |                                                  |                                                  |                                                  |                                                  |                                                  |  |  |                                |                                |                                |                                |                                |                                |                            |                            |                            |                            |                            |                            |  |  |  |  |  |  |  |  |  |  |  |  |  |  |
| 安息帝國 王中之王 （爭位者） 阿尔达班三世            | 安息帝國 王中之王 （爭位者） 阿尔达班三世            | 安息帝國 王中之王 （爭位者） 阿尔达班三世            | 安息帝國 王中之王 （爭位者） 阿尔达班三世            | 安息帝國 王中之王 （爭位者） 阿尔达班三世            | 安息帝國 王中之王 （爭位者） 阿尔达班三世            |  |  | 安息帝國 王中之王 （爭位者） 沃洛吉斯二世 | 安息帝國 王中之王 （爭位者） 沃洛吉斯二世 | 安息帝國 王中之王 （爭位者） 沃洛吉斯二世 | 安息帝國 王中之王 （爭位者） 沃洛吉斯二世 | 安息帝國 王中之王 （爭位者） 沃洛吉斯二世 | 安息帝國 王中之王 （爭位者） 沃洛吉斯二世 |  |  | 安息帝國 王中之王 帕科羅斯二世                  | 安息帝國 王中之王 帕科羅斯二世                  | 安息帝國 王中之王 帕科羅斯二世                  | 安息帝國 王中之王 帕科羅斯二世                  | 安息帝國 王中之王 帕科羅斯二世                  | 安息帝國 王中之王 帕科羅斯二世                  |  |  | 安息帝國 王中之王 （爭位者） 瓦尔丹二世          | 安息帝國 王中之王 （爭位者） 瓦尔丹二世          | 安息帝國 王中之王 （爭位者） 瓦尔丹二世          | 安息帝國 王中之王 （爭位者） 瓦尔丹二世          | 安息帝國 王中之王 （爭位者） 瓦尔丹二世          | 安息帝國 王中之王 （爭位者） 瓦尔丹二世          |  |  |                                |                                |                                |                                |                                |                                |                            |                            |                            |                            |                            |                            |  |  |  |  |  |  |  |  |  |  |  |  |  |  |
| 安息帝國 王中之王 （爭位者） 阿尔达班三世            | 安息帝國 王中之王 （爭位者） 阿尔达班三世            | 安息帝國 王中之王 （爭位者） 阿尔达班三世            | 安息帝國 王中之王 （爭位者） 阿尔达班三世            | 安息帝國 王中之王 （爭位者） 阿尔达班三世            | 安息帝國 王中之王 （爭位者） 阿尔达班三世            |  |  | 安息帝國 王中之王 （爭位者） 沃洛吉斯二世 | 安息帝國 王中之王 （爭位者） 沃洛吉斯二世 | 安息帝國 王中之王 （爭位者） 沃洛吉斯二世 | 安息帝國 王中之王 （爭位者） 沃洛吉斯二世 | 安息帝國 王中之王 （爭位者） 沃洛吉斯二世 | 安息帝國 王中之王 （爭位者） 沃洛吉斯二世 |  |  | 安息帝國 王中之王 帕科羅斯二世                  | 安息帝國 王中之王 帕科羅斯二世                  | 安息帝國 王中之王 帕科羅斯二世                  | 安息帝國 王中之王 帕科羅斯二世                  | 安息帝國 王中之王 帕科羅斯二世                  | 安息帝國 王中之王 帕科羅斯二世                  |  |  | 安息帝國 王中之王 （爭位者） 瓦尔丹二世          | 安息帝國 王中之王 （爭位者） 瓦尔丹二世          | 安息帝國 王中之王 （爭位者） 瓦尔丹二世          | 安息帝國 王中之王 （爭位者） 瓦尔丹二世          | 安息帝國 王中之王 （爭位者） 瓦尔丹二世          | 安息帝國 王中之王 （爭位者） 瓦尔丹二世          |  |  |                                |                                |                                |                                |                                |                                |                            |                            |                            |                            |                            |                            |  |  |  |  |  |  |  |  |  |  |  |  |  |  |
|                                                      |                                                      |                                                      |                                                      |                                                      |                                                      |  |  |                                           |                                           |                                           |                                           |                                           |                                           |  |  |                                                 |                                                 |                                                 |                                                 |                                                 |                                                 |  |  |                                                  |                                                  |                                                  |                                                  |                                                  |                                                  |  |  |                                |                                |                                |                                |                                |                                |                            |                            |                            |                            |                            |                            |  |  |  |  |  |  |  |  |  |  |  |  |  |  |
| 安息帝國 王中之王 沃洛吉斯三世                       | 安息帝國 王中之王 沃洛吉斯三世                       | 安息帝國 王中之王 沃洛吉斯三世                       | 安息帝國 王中之王 沃洛吉斯三世                       | 安息帝國 王中之王 沃洛吉斯三世                       | 安息帝國 王中之王 沃洛吉斯三世                       |  |  | 亞美尼亞 王國國王 阿克西達瑞斯            | 亞美尼亞 王國國王 阿克西達瑞斯            | 亞美尼亞 王國國王 阿克西達瑞斯            | 亞美尼亞 王國國王 阿克西達瑞斯            | 亞美尼亞 王國國王 阿克西達瑞斯            | 亞美尼亞 王國國王 阿克西達瑞斯            |  |  | 亞美尼亞 王國國王 帕爾塔馬 西里斯               | 亞美尼亞 王國國王 帕爾塔馬 西里斯               | 亞美尼亞 王國國王 帕爾塔馬 西里斯               | 亞美尼亞 王國國王 帕爾塔馬 西里斯               | 亞美尼亞 王國國王 帕爾塔馬 西里斯               | 亞美尼亞 王國國王 帕爾塔馬 西里斯               |  |  | 卡剌肯涅 王國國王 米里達梯                       | 卡剌肯涅 王國國王 米里達梯                       | 卡剌肯涅 王國國王 米里達梯                       | 卡剌肯涅 王國國王 米里達梯                       | 卡剌肯涅 王國國王 米里達梯                       | 卡剌肯涅 王國國王 米里達梯                       |  |  |                                |                                |                                |                                |                                |                                |                            |                            |                            |                            |                            |                            |  |  |  |  |  |  |  |  |  |  |  |  |  |  |

## 腳注
1. 1 2 3 4 5  Chaumont & Schippmann 1988，第574–580頁.
2. 1 2 3 4 5 6 7 8  Dąbrowa 2012，第176頁.
3. 1 2 3 4  Dąbrowa 2012，第176, 391頁.
4. 1 2 3 4 5 6  Gregoratti 2017，第133頁.
5. 1 2 3 4  Chaumont 1986，第418–438頁.
6. 1 2 3 4  Kettenhofen 2004.
7. ↑  Hansman 1991，第363–365頁.
8. ↑  Bivar 1983，第91頁.
9. ↑  Badian 2002，第458頁.
10. 1 2 3 4  Kia 2016，第203頁.
11. 1 2  Dąbrowa 2012，第391頁.
12. ↑  Gregoratti 2013，第281頁.
13. 1 2  Rezakhani 2013，第771頁.
14. 1 2  Olbrycht 2016，第96頁.
15. ↑  Olbrycht 1997，第33頁.